# Mambi AMR
Le Mambi AMR est un fusil anti-matériel semi-automatique produit à Cuba.
Son nom provient des Mambises, combattants rebelles qui luttaient pour l'indépendance de Cuba contre l'Espagne, durant la guerre d'indépendance de Cuba (1895-1898).
Cette arme a été utilisée en Angola dans les années 1980, mais reste confidentielle[réf. nécessaire].

## Conception
Le Mambi a été conçu pour le calibre 14,5 mm soviétique. On considère que c'est une arme bullpup car son chargeur de 5 cartouches est derrière la poignée de tir.